# (266854) Sezenaksu
(266854) Sezenaksu ist ein Asteroid des äußeren Hauptgürtels, der vom französischen Informatiker und Amateurastronomen Jean-Claude Merlin am 24. Oktober 2009 am vollautomatischen Ritchey-Chrétien-81-cm-Teleskop des Tenagra II Observatory in Nogales, Arizona (IAU-Code 926) entdeckt wurde. Das Teleskop konnte Merlin bei der Entdeckung von Frankreich aus ansteuern.
Der Asteroid wurde am 16. Januar 2014 nach der türkischen Pop-Sängerin und Komponistin Sezen Aksu benannt.